# Acide inosinique
Pour les articles homonymes, voir IMP.
L’inosine monophosphate, abrégée en IMP, également appelée acide inosinique, est un nucléotide monophosphate qui joue un rôle important dans le métabolisme. C'est le ribonucléotide de l'hypoxanthine et le premier nucléotide formé lors de la biosynthèse des purines. 
Dans le métabolisme, l'IMP conduit à l'AMP et à la GMP en quelques étapes. L'AMP diffère structurellement de l'IMP par la présence d'une amine sur le carbone no 6 de l'AMP à la place du carbonyle de l'IMP. L'interconversion entre IMP et AMP est réalisée à travers le cycle des nucléotides puriques. Le GMP résulte de l'oxydation de l'IMP en XMP par le NAD+ puis amination sur le carbone no 2 avec hydrolyse concomitante d'une molécule d'ATP en AMP et PPi. La formation de GMP à partir d'IMP consomme donc de l'ATP, tandis que la formation d'AMP à partir d'IMP consomme du GTP, ce qui permet une régulation croisée entre ces deux nucléotides.

## Usage culinaire
L'acide inosinique est typiquement issus des sous-produits de l'industrie animale, typiquement du poulet mais aussi d'autres viandes. 
Dans la cuisine traditionnelle Japonaise, l'acide inosinique se retrouve principalement dans le Katsuobushi, qui est associé avec le Kombu. Le glutamate du kombu et l'inosinate du katsuobushi agissent alors en synergie pour renforcer la saveur umami.
Pour obtenir cette saveur, dans l'industrie agroalimentaire, l'acide inosinique (E630) et ses sels, tels que l'inosinate disodique (E631), l'inosinate dipotassique (E632) ou encore l'inosinate calcique (E633), sont utilisés comme exhausteurs de goût, souvent associés aux glutamates (E621).